# Steve Carell
Steven John Carell (Concord, 16 agosto 1962) è un attore, comico, sceneggiatore e produttore cinematografico statunitense.
Noto per i ruoli comici, in particolare quello di Michael Scott, protagonista della serie televisiva The Office, che gli è valso il Golden Globe come miglior attore in una serie commedia o musicale, è stato altresì capace di interpretare ruoli drammatici con notevole successo e di ricevere una candidatura all'Oscar come miglior attore per la sua interpretazione in Foxcatcher - Una storia americana.

## Biografia
Steve Carell nasce a Concord, nel Massachusetts, il 16 agosto del 1962, ultimo dei quattro figli di Edwin A. Carell (1925-2021), un ingegnere elettrico di origini italiane e tedesche (il cognome del padre originariamente era Caroselli, ma lo cambiò legalmente in Carell nel 1950), e di Harriet Theresa Koch, un'infermiera psichiatrica (1925–2016) di origini polacche.
Cresciuto ad Acton (nel Massachusetts) con un'educazione cattolica, compie il ciclo di studi regolare presso la Nashoba Brooks School, la Fenn School e la Middlesex School, per poi laurearsi in Storia presso la Denison University di Granville (in Ohio) nel 1984; durante il periodo universitario, il futuro attore si dedicò allo sport, militando nella squadra universitaria di hockey (disciplina da lui già praticata negli anni delle superiori) per quattro anni, e cominciò ad avvicinarsi alla comicità, esibendosi con la compagnia d'improvvisazione comica studentesca Burpee's Seedy Theatrical Company. La passione per la recitazione lo spingerà infine, dopo la laurea, ad incominciare un'esperienza teatrale presso il Second City Theatre di Chicago.

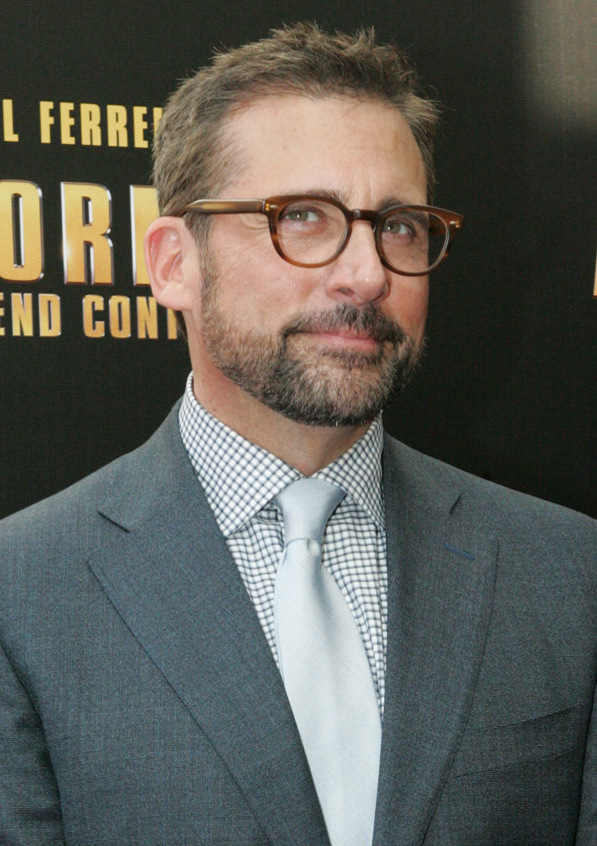
Steve Carell in Australia per la prima di Anchorman 2 - Fotti la notizia (2013)

In televisione, la carriera di Steve non comincia nel migliore dei modi, infatti, nel 1997, ottiene un ruolo fisso nella sit-com Over the Top che però chiude dopo soli 4 episodi. Nel 2002, Steve si fa notare apparendo, come personaggio ricorrente, in 3 episodi della prima stagione della sit-com Watching Ellie in onda sulla NBC al fianco dell'attrice Julia Louis-Dreyfus e il suo personaggio, Edgar, è così apprezzato che, nel 2003, Carell venne assunto come personaggio fisso nella seconda stagione della serie che, però, durerà solo 6 episodi. Un'altra esperienza sfortunata capita nel 2004 con la sit-com, sempre della NBC, Come to Papa dove il ruolo fisso di Blevin dura solo i 4 episodi di vita del telefilm. Positive invece le esperienze televisive al The Daily Show, dal 1999 al 2005 nel ruolo di inviato, e nel 2005, di nuovo sulla NBC, il grande successo con il fortunato remake statunitense della serie britannica The Office. A contribuire alla sua notorietà internazionale anche una parte nel film con Jim Carrey Una settimana da Dio del 2003 e in Melinda e Melinda di Woody Allen.
Nel 2005 è protagonista, nonché co-sceneggiatore, della commedia 40 anni vergine, in cui mette in mostra il suo talento comico. Nel 2006 è uno dei protagonisti di Little Miss Sunshine, mentre nel 2007, reinterpreta il ruolo di Evan Baxter, già interpretato in Una settimana da Dio, stavolta come protagonista nello spin-off Un'impresa da Dio. Nel 2011 ha recitato nel film Crazy, Stupid, Love. Nel 2012 è protagonista con Keira Knightley nel film Cercasi amore per la fine del mondo. Sempre nel 2012 recita accanto a Tommy Lee Jones e Meryl Streep in Il matrimonio che vorrei, diretto da David Frankel. Nel 2013 è tra i protagonisti di C'era una volta un'estate, un film indipendente diretto da Nat Faxon e Jim Rash. Nel 2014 compare nel video della canzone Happy di Pharrell Williams. Steve Carell, insieme con Ben Stiller, Jack Black, Will Ferrell, Vince Vaughn e i fratelli Owen e Luke Wilson fa parte del gruppo di comici statunitensi chiamato Frat Pack.
Nel 2014 interpreta nel film di Bennett Miller Foxcatcher - Una storia americana il personaggio realmente esistito dell'allenatore di lotta libera affetto da schizofrenia John Eleuthère du Pont, per il quale si è dovuto sottoporre giornalmente a delle lunghe sedute di makeup. L'interpretazione gli vale una nomination come miglior attore in un film drammatico ai Golden Globe 2015, e successivamente la sua prima nomination come miglior attore ai Premi Oscar 2015. Nel 2018 è uno dei protagonisti di Vice - L'uomo nell'ombra, dove interpreta Donald Rumsfeld, e nel 2023 compare nel film Asteroid City, diretto da Wes Anderson. Nel 2024 esordisce a Broadway interpretando Vanja in Zio Vanja.

## Vita privata

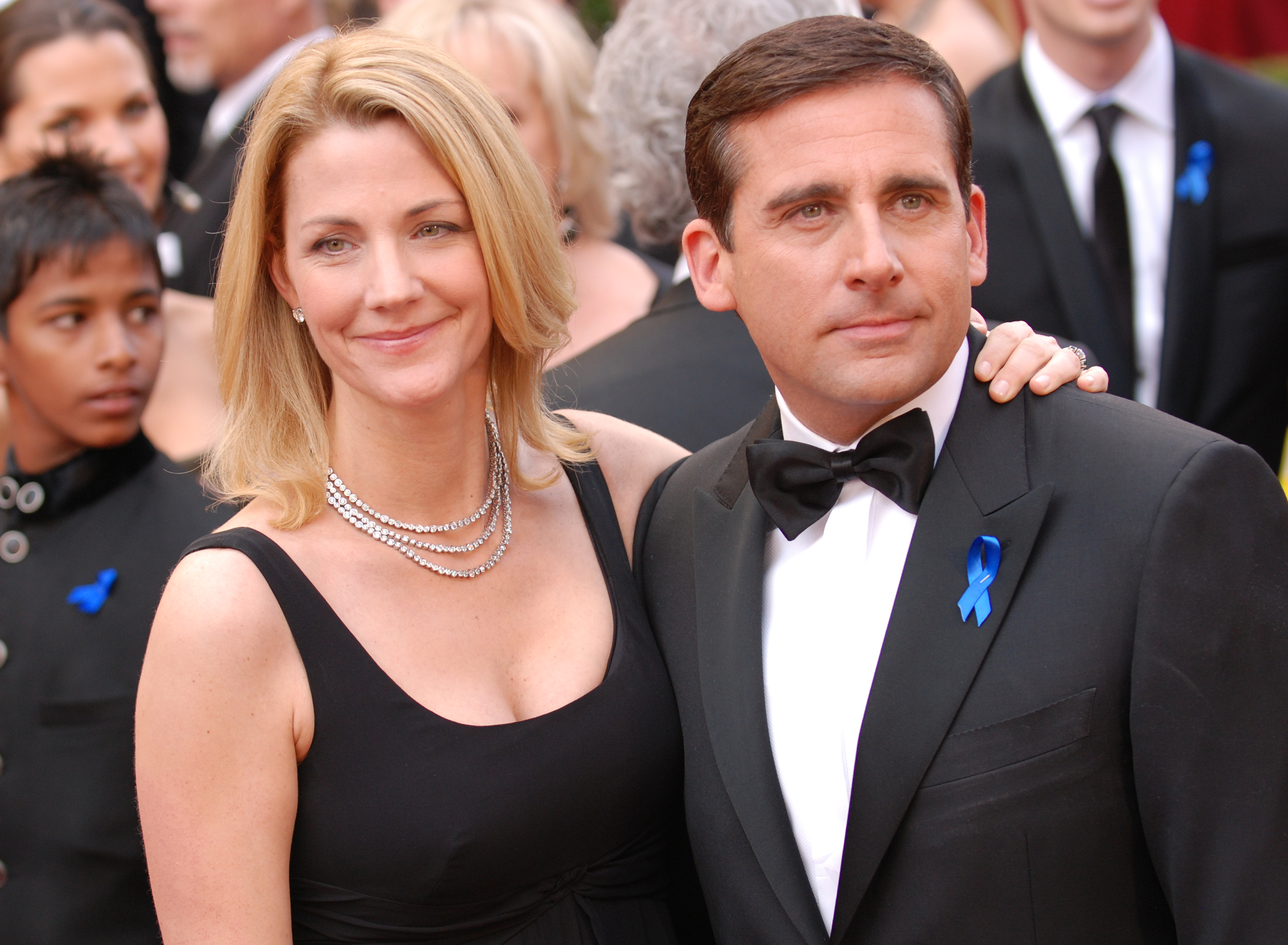
Steve Carell e la moglie Nancy Carell ai Premi Oscar 2010

Carell è sposato dal 1995 con l'attrice Nancy Walls, conosciuta a un corso presso il Second City Training Center, dove Steve era insegnante e Nancy una sua alunna. La coppia ha due figli: Elisabeth Anne (2001) e John (2004).

## Filmografia

### Attore

#### Cinema
- La tenera canaglia (Curly Sue), regia di John Hughes (1991)
- Tomorrow Night, regia di Louis C.K. (1998)
- Homegrown - I piantasoldi (Homegrown), regia di Stephen Gyllenhaal (1998) – non accreditato
- Suits, regia di Eric Weber (1999)
- Una settimana da Dio (Bruce Almighty), regia di Tom Shadyac (2003)
- Sleepover, regia di Joe Nussbaum (2004)
- Anchorman - La leggenda di Ron Burgundy (Anchorman: The Legend of Ron Burgundy), regia di Adam McKay (2004)
- Melinda e Melinda (Melinda and Melinda), regia di Woody Allen (2004)
- Vita da strega (Bewitched), regia di Nora Ephron (2005)
- 40 anni vergine (The 40-Year-Old Virgin), regia di Judd Apatow (2005)
- Little Miss Sunshine, regia di Jonathan Dayton e Valerie Faris (2006)
- American Storage, regia di Andrew J. Cohen – cortometraggio (2006)
- Street of Pain, episodio di Stories USA, regia di Tyrone Finch (2007)
- Un'impresa da Dio (Evan Almighty), regia di Tom Shadyac (2007)
- L'amore secondo Dan (Dan in Real Life), regia di Peter Hedges (2007)
- Molto incinta, regia di Judd Apatow (2007) - cameo non accreditato
- Agente Smart - Casino totale (Get Smart), regia di Peter Segal (2008)
- Notte folle a Manhattan (Date Night), regia di Shawn Levy (2010)
- A cena con un cretino (Dinner for Schmucks), regia di Jay Roach (2010)
- Crazy, Stupid, Love, regia di Glenn Ficarra e John Requa (2011)
- Cercasi amore per la fine del mondo (Seeking a Friend for the End of the World), regia di Lorene Scafaria (2012)
- Il matrimonio che vorrei (Hope Springs), regia di David Frankel (2012)
- L'incredibile Burt Wonderstone (The Incredible Burt Wonderstone), regia di Don Scardino (2013)
- C'era una volta un'estate (The Way, Way Back), regia di Nat Faxon e Jim Rash (2013)
- Anchorman 2 - Fotti la notizia (Anchorman 2: The Legend Continues), regia di Adam McKay (2013)
- Una fantastica e incredibile giornata da dimenticare (Alexander and the Terrible, Horrible, No Good, Very Bad Day), regia di Miguel Arteta (2014)
- Foxcatcher - Una storia americana (Foxcatcher), regia di Bennett Miller (2014)
- Freeheld - Amore, giustizia, uguaglianza (Freeheld), regia di Peter Sollett (2015)
- La grande scommessa (The Big Short), regia di Adam McKay (2015)
- Café Society, regia di Woody Allen (2016)
- La battaglia dei sessi (Battle of the Sexes), regia di Jonathan Dayton e Valerie Faris (2017)
- Last Flag Flying, regia di Richard Linklater (2017)
- Beautiful Boy, regia di Felix Van Groeningen (2018)
- Benvenuti a Marwen (Welcome to Marwen), regia di Robert Zemeckis (2018)
- Vice - L'uomo nell'ombra (Vice), regia di Adam McKay (2018)
- Irresistibile (Irresistible), regia di Jon Stewart (2020)
- Asteroid City, regia di Wes Anderson (2023)

#### Televisione
- Life As We Know It!, regia di Jay Levey – film TV (1991)
- The Second City's 149 1/2 Edition, regia di Ron Andreassen – cortometraggio TV (1994)
- The Dana Carvey Show – programma TV, 8 puntate (1996)
- Over the Top – serie TV, 12 episodi (1997)
- Just Shoot Me! – serie TV, 3x04 (1998)
- H.U.D., regia di David Zucker – film TV (2000)
- Strangers with Candy – serie TV, 2x02 (2000)
- Watching Ellie – serie TV, 16 episodi (2002-2003)
- The Lunchbox Chronicles, regia sconosciuta – cortometraggio TV (2003)
- Come to Papa – serie TV, 4 episodi (2004)
- The Office – serie TV, 139 episodi (2005-2011)
- Life's Too Short – serie TV, 1x04 (2011)
- Web Therapy – serie TV, episodi 3x01-3x02-3x03 (2013)
- The Morning Show – serie TV, 14 episodi (2019-2021)
- Space Force – serie TV, 17 episodi (2020-2022)
- The Patient, regia di Chris Long, Kevin Bray e Gwyneth Horder-Payton – miniserie TV (2022)
- The Four Seasons, regia di Tina Fey, Lang Fisher e Tracey Wigfield – miniserie TV, 8 puntate (2025)

### Doppiatore
- Saturday Night Live – programma TV, 13 puntate (1996-2000, 2002, 2007, 2011)
- Fillmore! – serie animata, episodio 2x13 (2004)
- La gang del bosco (Over the Hedge), regia di Tim Johnson e Karey Kirkpatrick (2006)
- L'avventura di Hammy con il boomerang (Hammy's Boomerang Adventure), regia di Will Finn – cortometraggio (2006)
- Ortone e il mondo dei Chi (Horton Hears a Who!), regia di Jimmy Hayward e Steve Martino (2008)
- Cattivissimo me (Despicable Me), regia di Pierre Coffin e Chris Renaud (2010)
- I Simpson (The Simpsons) – serie animata, 24x05 (2012)
- Cattivissimo me 2 (Despicable Me 2), regia di Pierre Coffin e Chris Renaud (2013)
- Minions, regia di Pierre Coffin e Kyle Balda (2015)
- Cattivissimo me 3 (Despicable Me 3), regia di Pierre Coffin e Kyle Balda (2017)
- Minions 2 - Come Gru diventa cattivissimo (Minions: The Rise of Gru), regia di Kyle Balda (2022)
- IF - Gli amici immaginari (IF), regia di John Krasinski (2024)
- Cattivissimo me 4 (Despicable Me 4), regia di Chris Renaud (2024)

### Produttore

#### Cinema
- 40 anni vergine (The 40-Year-Old Virgin), regia di Judd Apatow (2005) – produttore esecutivo
- Agente Smart - Casino totale (Get Smart), regia di Peter Segal (2008) – produttore esecutivo
- Crazy, Stupid, Love, regia di Glenn Ficarra e John Requa (2011)
- L'incredibile Burt Wonderstone (The Incredible Burt Wonderstone), regia di Don Scardino (2013)

#### Televisione
- The Office – serie TV, 103 episodi (2006-2011)
- The Rockfold Files, regia di Michael W. Watkins – film TV (2010) – produttore esecutivo
- Riot – programma TV, 5 episodi (2014) – produttore esecutivo
- Inside Comedy – programma TV, 36 puntate (2012-2015) – produttore esecutivo
- Angie Tribeca – serie TV, 40 episodi (2016-2018) – produttore esecutivo
- Space Force – serie TV, 17 episodi (2020, 2022) – produttore esecutivo
- The Patient, regia di Chris Long, Kevin Bray e Gwyneth Horder-Payton – miniserie TV (2022) – produttore esecutivo

### Sceneggiatore

#### Cinema
- 40 anni vergine (The 40-Year-Old Virgin), regia di Judd Apatow (2005)

#### Televisione
- The Second City's 149 1/2 Edition, regia di Ron Andreassen – cortometraggio TV (1994)
- The Dana Carvey Show – programma TV, 8 puntate (1996)
- The Office – serie TV, episodi 2x22-4x07 (2006-2007)
- Angie Tribeca – serie TV, episodio 1x01 (2016)
- Space Force – serie TV, episodi 1x01-2x01 (2020, 2022)

## Riconoscimenti
- Premio Oscar
  - 2015 – Candidatura al miglior attore per Foxcatcher - Una storia americana
- Golden Globe
  - 2006 – Miglior attore in una serie commedia o musicale per The Office
  - 2007 – Candidatura al miglior attore in una serie commedia o musicale per The Office
  - 2008 – Candidatura al miglior attore in una serie commedia o musicale per The Office
  - 2009 – Candidatura al miglior attore in una serie commedia o musicale per The Office
  - 2010 – Candidatura al miglior attore in una serie commedia o musicale per The Office
  - 2011 – Candidatura al miglior attore in una serie commedia o musicale per The Office
  - 2015 – Candidatura al miglior attore in un film drammatico per Foxcatcher – Una storia americana
  - 2016 – Candidatura al miglior attore in un film commedia o musicale per La grande scommessa
  - 2018 – Candidatura al miglior attore in un film commedia o musicale per La battaglia dei sessi
- Premio Emmy
  - 2006 – Candidatura al miglior attore protagonista in una serie comica per The Office
  - 2007 – Candidatura al miglior attore protagonista in una serie comica per The Office
  - 2008 – Candidatura al miglior attore protagonista in una serie comica per The Office
  - 2009 – Candidatura al miglior attore protagonista in una serie comica per The Office
  - 2010 – Candidatura al miglior attore protagonista in una serie comica per The Office
  - 2011 – Candidatura al miglior attore protagonista in una serie comica per The Office
  - 2020 – Candidatura al miglior attore protagonista in una serie drammatica per The Morning Show
- Screen Actors Guild Award
  - 2007 – Miglior cast per Little Miss Sunshine
  - 2007 – Miglior cast in una serie commedia per The Office
  - 2007 – Candidatura al miglior attore in una serie commedia per The Office
  - 2008 – Candidatura al miglior attore in una serie commedia per The Office
  - 2008 – Miglior cast in una serie commedia per The Office
  - 2009 – Candidatura al miglior attore in una serie commedia per The Office
  - 2009 – Candidatura al miglior cast in una serie commedia per The Office
  - 2010 – Candidatura al miglior attore in una serie commedia per The Office
  - 2010 – Candidatura al miglior cast in una serie commedia per The Office
  - 2011 – Candidatura al miglior attore in una serie commedia per The Office
  - 2011 – Candidatura al miglior cast in una serie commedia per The Office
  - 2012 – Candidatura al miglior attore in una serie commedia per The Office
  - 2012 – Candidatura al miglior cast in una serie commedia per The Office
  - 2015 – Candidatura al miglior attore cinematografico per Foxcatcher – Una storia americana
  - 2016 – Candidatura al miglior cast per La grande scommessa
  - 2022 – Candidatura al miglior cast in una serie commedia per The Morning Show
- Teen Choice Awards
  - 2007 – Miglior urlo per Un'impresa da Dio
  - 2007 – Candidature al Miglior attore in un film commedia e al Miglior fischio per Un'impresa da Dio

## Doppiatori italiani
Nelle versioni in italiano delle opere in cui ha recitato, Steve Carell è stato doppiato da:
- Massimo De Ambrosis in Una settimana da Dio, Little Miss Sunshine, Un'impresa da Dio, L'amore secondo Dan, Agente Smart - Casino totale, Crazy, Stupid, Love, Il matrimonio che vorrei, C'era una volta un'estate, Benvenuti a Marwen, The Morning Show, The Four Seasons
- Vittorio Guerrieri in 40 anni vergine, The Office, A cena con un cretino, Life's Too Short, L'incredibile Burt Wonderstone, Una fantastica e incredibile giornata da dimenticare, Freeheld - Amore, giustizia, uguaglianza, Irresistibile, Space Force, The Patient
- Franco Mannella in Melinda e Melinda, Notte folle a Manhattan, Cercasi amore per la fine del mondo, La grande scommessa, La battaglia dei sessi, Beautiful Boy, Vice - L'uomo nell'ombra, Asteroid City
- Luigi Ferraro in Anchorman - La leggenda di Ron Burgundy, Anchorman 2 - Fotti la notizia
- Oliviero Dinelli in Sleepover
- Massimo Lodolo in Vita da strega
- Maurizio Reti in Molto incinta
- Pasquale Anselmo in Foxcatcher - Una storia americana
- Alessandro Quarta in Café Society

Da doppiatore è sostituito da:
- Max Giusti in Cattivissimo me, Cattivissimo me 2, Minions, Cattivissimo me 3, Minions 2 - Come Gru diventa cattivissimo, Cattivissimo me 4
- Pupo ne La gang del bosco
- Francesco Vairano in L'avventura di Hammy con il boomerang
- Paolo Conticini in Ortone e il mondo dei Chi
- Ciro Priello in IF - Gli amici immaginari